# Hypodontolaimus punctatus
Hypodontolaimus punctatus is een rondwormensoort uit de familie van de Chromadoridae.